# Jana Bode
Jana Bode (* 1. März 1969 in Rochlitz) ist eine frühere deutsche Rennrodelsportlerin.

## Leben
Nachdem Bodes Eltern nach Thüringen gezogen waren, begann sie 1979 zunächst in Ilmenau mit dem Rodelsport. Nachdem sich ihr Talent gezeigt hatte, wurde sie an die Kinder- und Jugendsportschule in Oberhof delegiert und startete fortan für den ASK Vorwärts Oberhof. Dort gehörte sie im Nachwuchsbereich der Trainingsgruppe der früheren Olympiasiegerin Margit Schumann an. 1985 machte Bode erstmals republikweit auf sich aufmerksam, als sie DDR-Juniorenmeisterin wurde und bei der X. Kinder- und Jugendspartakiade in ihrer Altersklasse siegte. Auf Grund dieser Leistungen wurde Jana Bode 1986 zusammen mit ihrer Klubkameradin Susi Erdmann erstmals bei den DDR-Meisterschaften der Senioren gemeldet, wo sie den 6. Platz belegte. Für die Wintersaison 1986/87 wurde Bode erstmals für den Weltcup gemeldet. In dieser Saison konnte sie im Februar 1987 in Sarajevo den Junioreneuropameistertitel vor Susi Erdmann gewinnen. Danach erlitt ihre hoffnungsvoll gestartete Karriere einen Bruch. Da sie angeblich den Verlockungen des Kapitalismus nicht mehr gewachsen sei, wurde sie aus dem Leistungskader entfernt. Nach Abschluss des Abiturs bekam sie die Möglichkeit, an der DHfK Leipzig ein Sportstudium zu beginnen, von dem sie zwei Semester absolvierte. Im September 1989 nutzte sie mit ihrem damaligen Freund einen Urlaub in Ungarn dazu, über die grüne Grenze in den Westen zu flüchten. Sie fand Aufnahme beim BSC Winterberg und startete schon im Dezember 1989 beim Auftakt der Europäischen Dreibahnentournee für das bundesdeutsche Team. Bei der Europameisterschaft in Igls und den Weltmeisterschaften in Calgary 1990 gewann sie jeweils die Bronzemedaille. 1990 gewann sie zudem die Deutschen Meisterschaften. Auch die Folgesaison 1990/91 lief für Bode erfolgreich. So gewann sie bei den Weltmeisterschaften auf ihrer Heimbahn in Winterberg erneut die Bronzemedaille und wurde erste gesamtdeutsche Meisterin, ob ihrer Vergangenheit für sie ein besonderer Triumph. In der darauffolgenden Saison stürzte sie jedoch in eine sportliche Krise, die in der verpassten Qualifikation für die Olympischen Spiele 1992 in Albertville mündete. In der Wintersportsaison 1993/94 konnte Bode wieder von sich Reden machen. Sie wurde Vizeeuropameisterin in Königssee, Deutsche Meisterin und qualifizierte sich für die Olympischen Spiele in Lillehammer. Allerdings verliefen diese mit einem 14. Platz äußerst unbefriedigend. Ihre erfolgreichste Saison war 1996, als sie Welt- als auch Europameisterin wurde und den Gesamtweltcup gewann. Bei den Weltmeisterschaften im folgenden Jahr durfte Jana Bode, die sich nicht qualifiziert hatte, nur aufgrund ihres Status als Titelverteidigerin antreten und gewann die Silbermedaille. Bei der Qualifikation zu den Olympischen Spielen 1998 in Nagano konnte sie sich gegen die Konkurrenz von Susi Erdmann, Sylke Otto, Silke Kraushaar und Barbara Niedernhuber nicht durchsetzen und beendete ihre Karriere.
Nach ihrer Karriere absolvierte Bode eine Ausbildung zur Physiotherapeutin.

## Erfolge

### Weltcupsiege
Einzel
| Nr. | Datum         | Ort        | Bahn                                 |
| --- | ------------- | ---------- | ------------------------------------ |
| 1.  | 17. Dez. 1989 | Innsbruck  | Olympia Eiskanal Igls                |
| 2.  | 11. Feb. 1990 | Winterberg | Bobbahn Winterberg                   |
| 3.  | 2. Dez. 1990  | Oberhof    | Rennrodelbahn Oberhof                |
| 4.  | 8. Dez. 1990  | Königssee  | Kunsteisbahn Königssee               |
| 5.  | 29. Nov. 1992 | Altenberg  | Rennschlitten- und Bobbahn Altenberg |
| 6.  | 19. Dez. 1993 | Winterberg | Bobbahn Winterberg                   |
| 7.  | 27. Nov. 1994 | Innsbruck  | Olympia Eiskanal Igls                |
| 8.  | 4. Dez. 1994  | Winterberg | Bobbahn Winterberg                   |
| 9.  | 20. Dez. 1995 | La Plagne  | Bob- und Rennschlittenbahn La Plagne |
| 10. | 16. Feb. 1996 | Oberhof    | Rennrodelbahn Oberhof                |
| 11. | 15. Dez. 1996 | Altenberg  | Rennschlitten- und Bobbahn Altenberg |